# Mako Mermaids
Sirenele Insulei Mako (Mako Mermaids în limba engleză) este un serial australian pentru copii, adolescenți, și este spin-off al serialului H2O: Just Add Water. Serialul a fost anuntat în iulie 2011 și este produs de Jonathan M. Shiff în asociație cu Nickelodeon.
Aceasta este o nouă serie care le aduce în prim-plan pe Sirena, Nixie și Lyla, apărătoarele Insulei Mako. La doar 15 ani, un băiat pe nume Zac face o excursie pe Insula Mako, unde cade accidental în piscina lunii. A doua zi descoperă că are puteri și că poate controla apa. Cele trei sirene se simt amenințate de acest tânăr și fac tot ce le stă în putință ca să-l înlăture. Filmările au început în mai 2012 și se așteaptă să se încheie în octombrie 2012. Producția va începe probabil în 2013 în Australia, Regatul Unit și SUA. Serialul este difuzat în România la Disney Channel.

## Povestea

### Sezonul 1
Zac este un adolescent care decide să campeze pe insula Mako cu prietenul său Cam, fără să știe că trei sirene (Sirena, Nixie și Lyla) care sunt gardienele insulei Mako și a bazinului, se uita la el. În acea noapte, când luna plină se ridică, băiatul ajunge în bazinul lunii pline unde intră în contact cu apa magică. În dimineața următoare, Zac descoperă că el are capacitatea de a manipula apa. Mai târziu, după ce cade accidental în apă, el constată că a devenit, de asemenea, un triton, cu o coadă de pește. Noile abilitați ale lui Zac, le vor cauza probleme sirenelor, din cauza cărora vor fi exilate din bancul lor. Ele decid să se aventureze pe uscat ca trei fete normale ca să-l aducă pe Zac la condiția lui de dinainte, aceasta fiind unica soluție prin care ar primi acceptarea în banc. Până la urmă reușesc să se întoarcă în banc, descoperind și arătându-le și celorlalte că Zac e de încredere.

### Sezonul 2
Lyla, Nixie și Sirenă reușesc să se întoarcă în banc, dar Lyla și Nixie pleacă din serial pentru că vor să trăiască o nouă viață. Zac și Evie încă sunt împreună, trăind mari aventuri. Sirena nu poate să îngrijească bazinul lunii singură, și grupul le cheamă pe două sirene noi pentru a le substitui pe Lyla și Nixie: Ondina și Mimmi. Cele trei îngrijesc bazinul lunii. Atunci Ondina și Mimmi fug de la insula Mako cu Sirene cu încercarea de a-l converti pe Zac din nou în uman. Dar conexiunea între Zac și Mako este din ce în ce mai puternică. Dacă nu au succes, niciodată nu vor rupe conexiunea lui nici vor salva Mako. În timpul lunii pline, ele încearcă să elimine puterile lui Zac, și Evie decide să intervină și pe neașteptate devine o sirenă. La sfârșit, cele trei sirene rămân iar cu Rita și Poseidon.

### Sezonul 3
Când o sirenă chinezească numită Weilan eliberează din greșeală un dragon de apă, ea fuge pe insula Mako în timp ce o urmărește creatura. Ondina, Mimmi și Weilan trebuie să apere insula Mako și Coasta de Aur de la distrugerea lor totală. Și Sirena pleacă din serial. Grupul de sirene trebuie să înfrunte o nouă amenințare, un dragon de apă cărui unic scop este să vâneze sirene făcând să-și piardă coada și magia pentru totdeauna (așa a ajuns Evie la normal), în timp ce noua sirenă numită Weilan le va ajuta pe sirenele în lupta împotriva dragonului pentru a putea trăi din nou în armonie în Mako. În episodul 15 (și penultim) al acestui sezon apare ca personaj invitat Rikki Chadwick (interpretată de Cariba Heine), un personaj al serialului original H2O - Adaugă apă.

## Distribuția

### Personaje principale
- Lucy Fry ca Lyla (sezonul 1), una dintre cele trei sirene. Un lider înnăscut care nu se lasă ușor doborata. Ea se împrietenește cu Zac pentru a putea afla cum a primit puterile și să-și dea seama cum le poate elimina.
- Amy Ruffle ca Sirena (sezoanele 1-2), una dintre cele trei sirene. Naivă și dulce, ea acționează ca un mediator și pacificator atunci când Lyla și Nixie se ceartă. Ea are o soră, Acquata, care încearcă să vorbească în numele lor atunci când sunt exilate din banc.
- Ivy Latimer ca Nixie (sezonul 1), una dintre cele trei sirene. Ea este o fată aventuroasă, care de multe ori intra în necazuri și este mereu curioasă despre viața pe teren. Este cea mai deșteaptă în apa și cea mai nepricepută pe teren.
- Chai Romruen ca Zac Blakely, un băiat de 15 ani care devine un triton după ce cade accidental în bazin în timpul unei luni pline. Acesta a crescut datorita faptului ca este un sportiv și face surf. În sezonul 2, el descoperă că a fost născut ca triton și că Mimmi este sora lui.
- Isabel Durant ca Ondina (sezonul 2-prezent), o sirenă care lucrează ca să-i ia puterile lui Zac. Ea este încăpățânată și încearcă să facă lucrurile în felul ei.
- Allie Bertram ca Mimmi (sezonul 2-prezent), o sirenă care lucrează ca să-i ia puterile lui Zac. Ea este inteligentă și curioasă, și ocazional o salvează pe Ondina din necaz. Ea eventual descoperă că Zac este fratele ei pierdut de o perioadă de timp.
- Alex Cubis ca Erik (sezonul 2), un triton care este descendent dintr-o linie de tritoni care nu a fost observați de mii de ani. El este solitar și exclusiv.
- Linda Ngo ca Weilan (sezonul 3), o sirenă chinezească care conduce accidental un dragon de apă magic la bazin din Mako.

### Personaje secundare
- Dominic Deutscher ca Cam Mitchell, cel mai bun prieten al lui Zac, care este conștient de secretul lui. De multe ori îl ajută să-și ascundă coada. El se revelează ca antagonistul principal al show-ului de la sfârșitul sezonului 1. În sezonul 2 devine iubitul lui Carly.
- Gemma Forsyth ca Evie McLaren, o angajată la Ocean Cafe și tot odată prietena lui Zac, care crede că cele trei fete o urmăresc. Ea devine geloasă atunci când Zac începe sa petreacă timp cu sirenele, deși totul este rezolvat, atunci când va afla secretul lui Zac că este un triton și de asemenea că fetele sunt sirene. În sezonul 2 ea se transformă accidental într-o sirenă, și se convertește într-un personaj principal.
- Kerith Atkinson ca Rita Santos, directoarea școlii și o sirenă care a parasit bancul ei. Ea servește ca o sursă de cunoștințe precum și un îngrijitor, pentru fete. Ea le învață cum să-și folosească puterile și să trăiască pe teren.
- Rowan Hills ca David, un angajat de la Ocean Cafe ca și chelner și mai târziu ca și cantaret la chitara. Cânta împreuna cu Sirena, iar cei doi se îndrăgostesc.
- Brooke Nichole Lee ca Carly Morgan, o angajata la Ocean Cafe. Ea are sentimente pentru David și este cea mai bună prietenă a lui Evie. În sezonul 2 devine iubita lui Cam.

## Producție
Serialul a fost numit prima dată Mako: Island of Secrets, dar a fost intitulat Mako Mermaids, mai tarziu s-a intitulat Secret of Mako Island, iar apoi s-a reintitulat Mako Mermaids. Filmările erau programate să înceapă în aprilie 2012, dar au început în luna mai. Actorii din serial au fost anuntați pe 8 mai: Lucy Fry este Lyla, Ivy Latimer este Nixie, Amy Ruffle este Sirena, și Chai Romruen este Zac, numele serialului este: Mako Mermaids.